# Ischaemum raui
Ischaemum raui är en gräsart som beskrevs av Sreek., V.J.Nair och N.Chandrasekharan Nair. Ischaemum raui ingår i släktet Ischaemum och familjen gräs. Inga underarter finns listade i Catalogue of Life.